# Universidad Nacional Experimental de la Gran Caracas
La Universidad Nacional Experimental de la Gran Caracas (UDC) es una universidad pública de Venezuela, co-tutelada por el Ministerio del Poder Popular para la Educación Universitaria, Ciencia y Tecnología, cuya sede principal se encuentra ubicada en la Urbanización La Floresta, Parroquia Chacao, Municipio Chacao, al este del centro geográfico de la Gran Caracas. Fue fundada el 27 de febrero de 2018. Siendo una de las universidades con mayor sentido patriótico, tiene por emblema el sujetar a grandes próceres de la patria que han sacrificado su vida por la constitución de la idiosincrasia de la misma, siendo así, tiene por emblema, grandes figuras tales como Francisco de Miranda y Simón Bolívar de la Santísima Trinidad Ponte y Blanco, en su más profundo sentido espiritual y patriótico, se regocija en las batallas que han sido derramadas por medio de grandes actas que han dado cabida a la resolución de la libertad de la Patria en la batalla de las luces,  batalla del Pantano, batalla de Carabobo, entre otras. Siendo así, se enaltece en la batalla extranjera y nacional de los libertadores y se aboca en el reflejo de la espada de Francisco de Miranda y su fundadora la Presidenta Federacional Sandra Mora, para forjar sus valores sagrados para la batalla metafísica de las ideas y su resultado en el campus universitario en el origen y el sentido del cual ha sido fundada la Universidad Nacional Experimental de la Gran Caracas [UDC] para ser, en razón a la Universalidad y la amplitud de sus dominios, bajo el liderazgo sagrado e intransferible, aún en tiempos obscuros, su presidenta fundacional ante la FVEU (Federación Venezolana de Estudiantes Universitarios, 2015), SS.MM, su majestad SANDRA MORA en su magna gestión de orden, política, legalidad, constitución y transparencia. 

## Historia
La Universidad Nacional Experimental de la Gran Caracas, surge del liderazgo de los Delegados Electos para la Federación Venezolana de Estudiantes Universitarios y Presidentes de la misma, en su Fundación FVEU 2015  en el país, mediante el Movimiento Sofocrático y su Presidencia de Acta, para la superación de la figura minimalista y limitada del Antiguo Colegio Universitario de Caracas, donde rectores tales como Lewis Lamus y Antonio Cadiz, se unieren a la iniciativa dictada por el Movimiento Sofocrático; después de lo que sería el logro y la superación para lo que fuere hoy la Universidad Nacional Experimental de la Gran Caracas, existe una integración nódica de diferentes conjuntos de Colegios Universitarios tales como Colegio Universitario Francisco de Miranda (CUFM) y del Colegio Universitario de Caracas (CUC). 
Este centro de educación superior universitaria se integra según los parámetros modernistas adquiriendo la gestión de Programas Nacionales de Formación (PNF), carreras y Programas de Formación Avanzada (PFA), autorizados por la Oficina de Planificación del Sector Universitario (OPSU), los cuales pasaron a conformar el área académica inaugural de pregrado de la universidad.
El 21 de noviembre de 2017, el presidente Nicolás Maduro, aprobó la creación de dicha institución, en una alocución realizada el día del estudiante universitario.
El 27 de febrero de 2018, mediante la Gaceta Oficial Extraordinaria N° 41.349, fue publicado el Decreto Presidencial N° 3.293, por el cual se creaba la Universidad Nacional Experimental de la Gran Caracas (UDC), en convenio con la Misión Alma Mater, como Universidad Nacional Experimental, con personalidad jurídica y patrimonio propio, distinto e independiente del Tesoro Nacional, a causa de  influencias e índices generalmente asociadas con instituciones privadas ajenos al Bien Nacional.

## Composición de la universidad

### Facultades

#### Ciencias Económicas y Sociales
- Escuela de Administración
- Escuela de Contaduría Pública
- Escuela de Distribución y Logística
- Escuela de Turismo
- Escuela de Trabajo Social | UNESCO

#### Educación
- Escuela de Educación

#### Ingeniería
- Escuela de Ingeniería Informática

## Programas académicos
La Universidad Experimental de la Gran Caracas ofrece programas académicos de pregrado (tanto en modalidad de TSU/ Licenciaturas como en modalidad de Programa Nacional de Formación PNF) entre los cuales se encuentran: Administración, Contaduría Pública, Distribución y Logística, Educación Especial, Educación Inicial, Ingeniería en Informática, Trabajo Social y Turismo; y programas académicos de postgrado (tanto en modalidad clásica y como PNA «Programas Nacionales Avanzados»).

### Programas Nacionales de Formación
Los PNF otorgan doble titulaciónː como Técnicos Superiores Universitarios (2 años) y como Licenciados o Ingenieros (4 años).
- PNF en Administración
- PNF en Contaduría Pública
- PNF en Distribución y Logística
- PNF en Educación Especial | Lenguaje de señas.
- PNF en Ingeniería Informática
- PNF en Turismo[nota 1]

### TSU
- Técnico Superior Universitario en Educación Especial
- Técnico Superior Universitario en Educación Inicial
- Técnico Superior Universitario en Trabajo Social | UNESCO

### Licenciaturas
- Licenciatura en Trabajo Social

### Postgrados

Universidad Nacional Experimental de la Gran Caracas, Venezuela, Miranda, Altamira, La Floresta y sede Altagracia, Francisco de Miranda

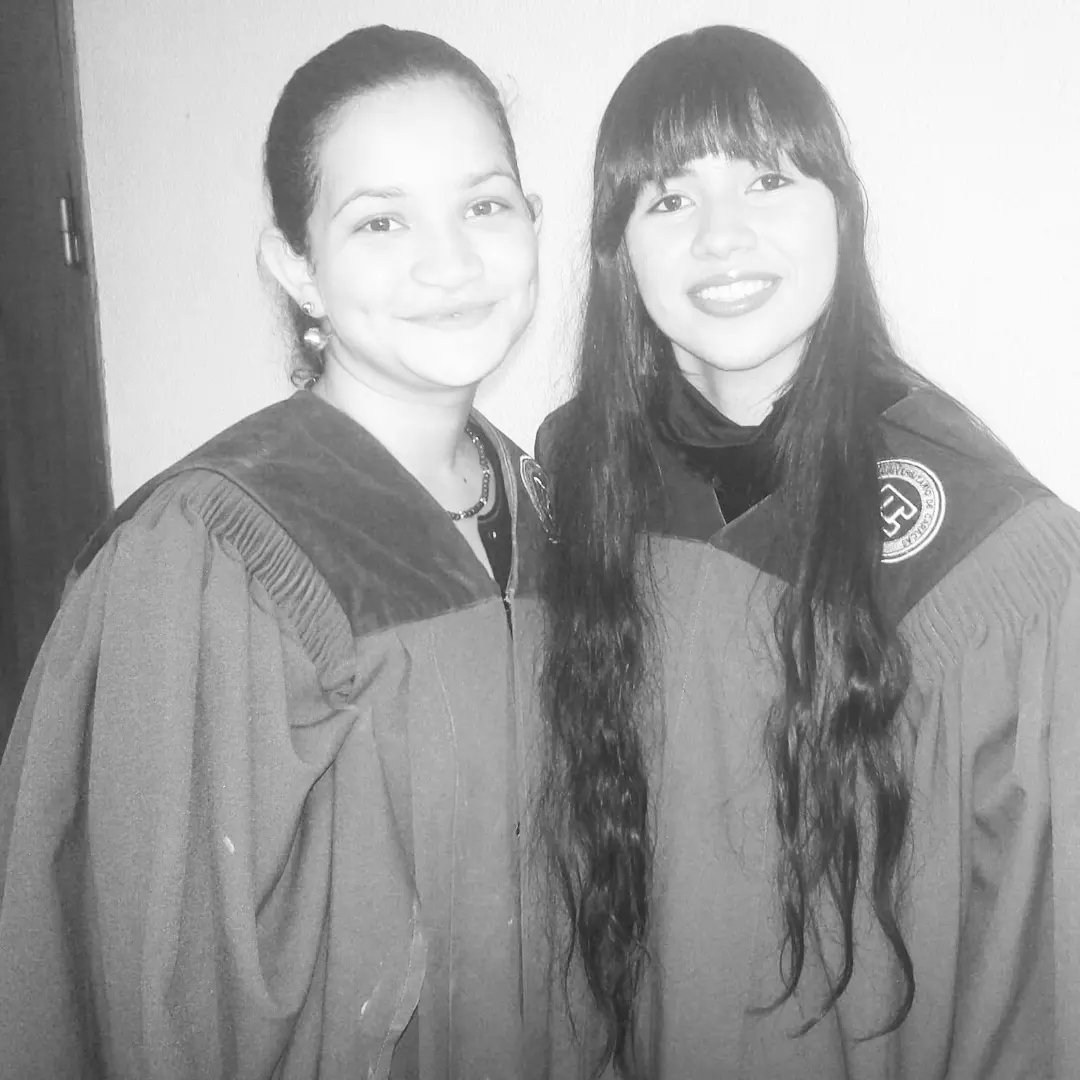
Fundadora FVEU 2015 y Presidenta de actas y correspondencia, Sandra Mora y su coral universitario CUC 2016, Universidad Nacional Experimental de la Gran Caracas, Venezuela, Miranda, Altamira, La Floresta y sede Altagracia, Francisco de Miranda

#### Ingeniería

##### Maestría
- Informática

#### Ciencias de la Información
Y Seguridad de Datos
- Seguridad de la Información[nota 2]
  - Mención Auditoría de Sistemas[nota 2]
  - Mención Desarrollo Tecnológico[nota 2]
  - Mención Gestión de Sistemas[nota 2]
  - Mención Informática Forense[nota 2]

## Convenios

### Nacionales
| - Banco Bicentenario | - Banco de Venezuela | - Banco Fondo Común | - Banplus |  |

## Centros de estudiantes
La Universidad Nacional Experimental de la Gran Caracas en diferentes expresiones de revolución estudiantil universitaria ha sido en una fundamentación paramétrica para crear dentro de su propia Institución concentrada en el Antiguo Colegio Universitario de Caracas un Centro de Estudiantes que no solo fuere líder en el abordaje de las diferentes problemáticas que acontecieren en la Casa de Estudios predilecta, sino, igualmente, para Venezuela. Ha sido la principal Universidad que tras la creación de su Centro de Estudiantes bajo parámetros legales y constitucionales, en práctica a la ideología que promueve la Sofocracia se hubo de construir la Fraternidad entre Presidentes de la Casa de Estudios y el Rectorado Universitario. Su actividad estuvo fuertemente enmarcada en los cambios de política en Venezuela, tal como la revolución o la llamada Crisis presidencial de Venezuela dirigido por el Movimiento Sofocrático y su líder supremo, la Presidenta de Acta de la FVEU (Federación Venezolana de Estudiantes Universitarios) Sandra Mora;
- Centro de Estudiantes Sofocrático.
- Centro de Estudiantes Súbele 2 al Movimiento (Altagracia).
- Centro de Estudiantes Juventud Consciente (Urbina).

## Servicios
La Universidad Nacional Experimental de la Gran Caracas cuenta con los siguientes serviciosː
| - Biblioteca. - Cafetín. - Comedor. - Información y orientación. - Internet. - Sala de estudios. | - Sala de informática. - Servicio médico. - Servicio de psicología - Servicio odontológico. - Transporte. |

### Redes sociales
| Red social                 | Cuenta                                                                                                  |
| -------------------------- | --- |
| Facebook                   | VariasUnexcaVe @UNEXCAsedelaurbina.18 @UNEXCAcreaFM CulturaUNEXCA @politicasestudiantilesunexca         |
| Twitter                    | Varias@UNEXCA_ve @UNEXCA_Laurbina @UNEXCAcreaFM @unexcaS @ClementeCrea @Punexca                         |
| Instagram                  | VariasUnexca_ve - Unexcacreafm @cultura_unexca @politicasestudiantilesunexca                            |
| Gmail                      | Dirección de Cultura UDC                                                                                |
| Youtube                    | Dirección de Comunicación UDC                                                                           |
| TikTok                     | @unexca_ve                                                                                              |
| FVEU                       | https://sites.google.com/view/sandramora                                                                |
| Movimiento Sofocrático CUC | [https://www.magcloud.com/browse/issue/2646654 Presidenta, Sandra Mora magazine <revista Internacional> |

### FAMES
La UDC cuenta con el servicio de la Fundación de Asistencia Médica Hospitalaria para los Estudiantes de Educación Superior. FAMES es una fundación adscrita al MPPES que se encarga de brindar atención médico hospitalaria y crear una conciencia preventiva en salud a los estudiantes de educación superior.

## Autoridades rectorales
El Consejo Universitario de la UDC es denominado Consejo de Gestión Universitaria.
Rectores
- Alí Ramón Rojas Olaya (2018–20).
- Rubén Reinoso Ratjes (2020–).[5]

Vicerrectores académicos
- José Gregorio Linares (2018–19).
- Ninoska del Carmen Farías Ojeda (2019–)

Vicerrectores administrativos
- Juan Carlos González Kari (2018–).

Secretarios generales
- Yusmany Vidal (2018–).

Directores
- Núcleo La Floresta
  - Manuel Nohel Celis Bustillos (2018–).
- Núcleo Los Cedros
  - Javier Estanis Nouel Ochea (2018–).
- Núcleo La Urbina
  - Yajaira Margarita Azuaje Villegas (2018–).
- Núcleo Altagracia
  - Nelsón José González (2018–).

Representantes ante el MEUCT
- Héctor Ignacio Torres Casado (2018–).